# ボコロ
ボコロ (アラビア語: بوكورو)は、チャドの都市。ボコロにはボコロ空港が位置する。

## 統計
| 統計年 | 人口   |
| ------ | ------ |
| 1993   | 10,841 |
| 2008   | 15,517 |
| 2009   | 18,262 |